# 九肚坑

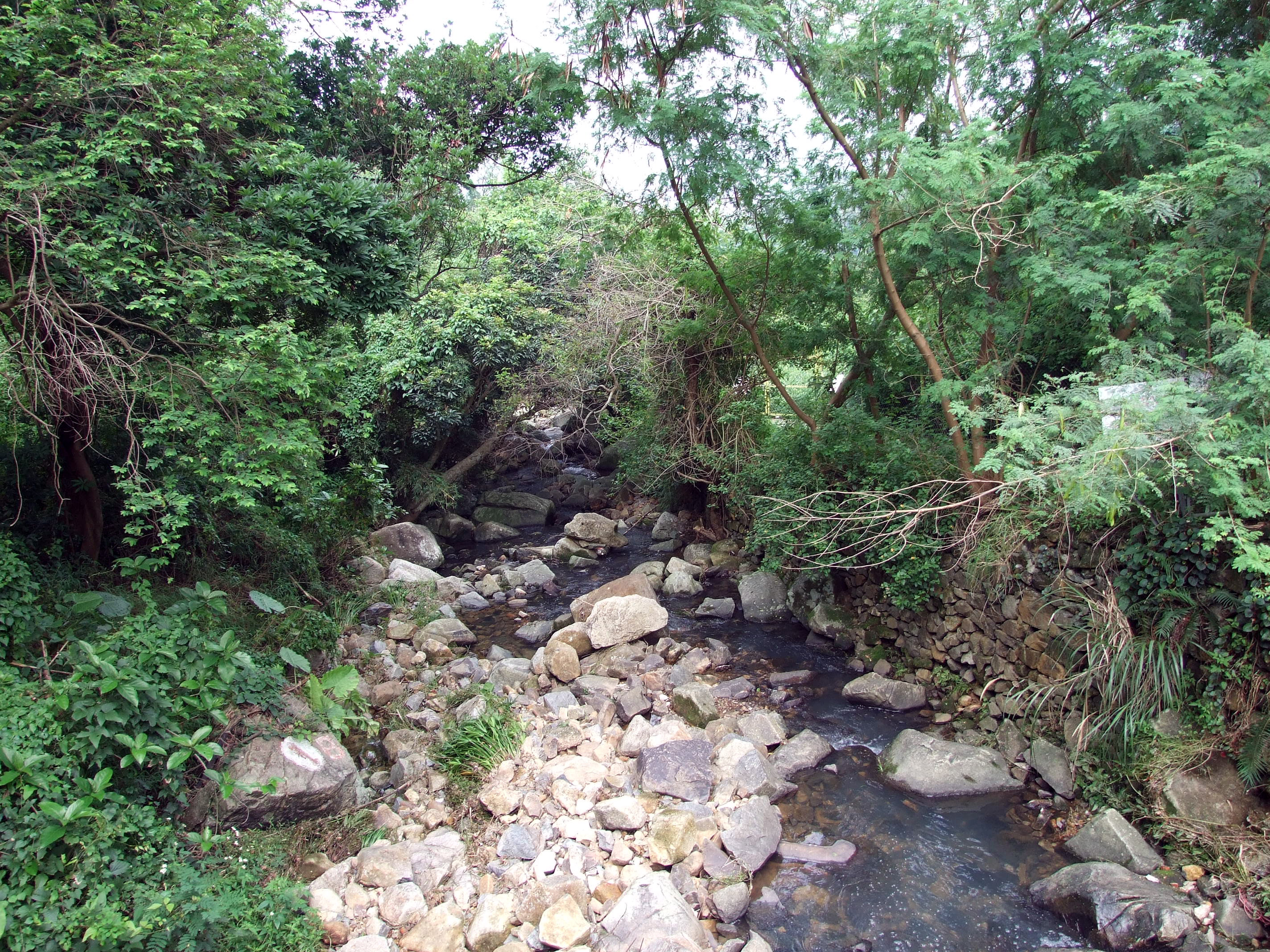
近松柏園一段九肚坑

九肚坑（英文：Kau To Hang），原稱狗肚坑，是香港新界沙田區的一條河流。九肚坑起源於大埔滘自然護理區內的長瀝尾，經稔坳及九肚山以北，在大埔公路處被覆蓋，並在大埔公路東側急瀉而下，即東鐵線大學站以南西側的小瀑布，溪水流過東鐵線路軌橋下方後再下瀉至一個集水坑，並從沙田凱悅酒店西側的行人路開始進入暗渠，最終在水警北分區基地一帶流入沙田海。
除此以外，另有一條發源於九肚山南坡，流經沙田山莊和怡翠花園以北山坡，穿過落路下村後在駿景路處成爲暗渠，並在沙田馬場一帶注入沙田海的山澗，被稱爲九肚南坑（原稱狗肚南坑），與九肚坑並沒有水流交集。